# Degerörsvattnet
Degerörsvattnet är ett sund i Finland. Den ligger i landskapet Österbotten, i den västra delen av landet, 400 km nordväst om huvudstaden Helsingfors.
Sundet går mellan Degerören och Degerörsbådan i nordväst och Synnerstörs grund i sydost. Degerörsvattnet ansluter till Kobbsjön i nordost samt mot Nörrströmmen i sydväst genom en smal passage mellan Synnerstören och Trutören kallad ”Hålet”.